# Nuklid
Ein Nuklid ist eine Art (Sorte) von Atomen, charakterisiert durch die beiden Zahlen, die angeben, aus wie vielen Protonen und wie vielen Neutronen ihre Atomkerne bestehen. Bisweilen werden sehr langlebige angeregte Zustände von Atomkernen (Kernisomere) als eigene Nuklide gezählt. Nuklide mit gleicher Protonenzahl, aber verschiedener Neutronenzahl, gehören zum selben chemischen Element und werden als die Isotope dieses Elements bezeichnet. Der Begriff Nuklid ist insofern eine Verallgemeinerung des älteren Begriffs Isotop.

## Geschichte
Der Begriff Nuklid wurde 1947 von dem amerikanischen Kernchemiker Truman Kohman vorgeschlagen. 1952 formulierten Glasstone und Edlund in ihrem Buch The elements of nuclear reactor theory den Unterschied zwischen den Begriffen Nuklid und Isotop: „Obwohl die Mehrheit der Elemente als eine Mischung aus Isotopen natürlich existieren, treten etwa 20 nur als einzelne Spezies auf. Aus diesem und anderen Gründen hat man es als wünschenswert empfunden, den Terminus Nuklid einzuführen. Er wird verwendet, um eine zu beschreibende Atomspezies durch die Zusammensetzung ihres Atomkerns zu beschreiben, das heißt, durch die Anzahl von Protonen und Neutronen, die sie enthält. Ein Isotop ist folglich eines aus einer Gruppe von zwei oder mehreren Nukliden, die die gleiche Anzahl von Protonen besitzen, das heißt, die gleiche Ordnungszahl, aber eine unterschiedliche Anzahl von Neutronen. Von einem Element wie Fluor, von dem nur eine Spezies in der Natur existiert, sagt man, es bilde ein einziges stabiles Nuklid.“

## Schreibweisen
Nuklide werden geschrieben als 
{\displaystyle {}^{A}\mathrm {X} \qquad } Beispiel: {\displaystyle {}^{56}\mathrm {Fe} }
oder ausführlicher als
{\displaystyle {}_{Z}^{A}\mathrm {X} \qquad } Beispiel: {\displaystyle {}_{26}^{56}\mathrm {Fe} }.
Hierbei ist
- X das Elementsymbol,
- A die Massenzahl (Anzahl der Nukleonen = Summe von Anzahl der Protonen und Anzahl der Neutronen),
- Z die Ordnungszahl des Elements (Kernladungszahl, d. h. die Anzahl der Protonen).

Die Protonenzahl Z muss nicht angegeben werden, weil sie ja bereits durch das Elementsymbol festgelegt ist. Manchmal wird mit der Schreibweise
{\displaystyle {}_{Z}^{A}\mathrm {X} _{N}\qquad }  Beispiel: {\displaystyle {}_{26}^{56}\mathrm {Fe} _{30}}.
auch noch die Neutronenzahl N angegeben, obwohl sie durch N = A − Z ebenfalls feststeht.
Im Fließtext kann ein Nuklid durch das Elementsymbol mit angehängter Massenzahl bezeichnet werden, z. B. Fe-56.
Kernisomere werden durch den Kleinbuchstaben „m“ (für „metastabil“) ohne Zwischenraum hinter der Massenzahl gekennzeichnet. Zur Unterscheidung mehrerer Isomere eines Kerns kann dem „m“ eine Zahl nachgestellt sein.
Beispiele:
{\displaystyle \mathrm {^{110m}_{\ \ \ 47}Ag,\ {}^{152m1}Eu} .}
In älterer Literatur (vor etwa 1960) findet man auch rechts oben angeschriebene Massenzahlen, also z. B. 27Co60 oder Co60. Auch das Symbol „m“ wird manchmal rechts oben positioniert, zum Beispiel: 110Agm.
Darüber hinaus können weitere Informationen hinzugefügt werden, etwa ein Sternchen ({\displaystyle \ast }) zur Kennzeichnung eines angeregten Kernzustand oder eine Ionenladung („+“, „2+“, …) rechts oben am Symbol. Rechts unten kann ein stöchiometrischer Index, also die Zahl solcher Atome im Molekül einer Verbindung, angeschrieben werden.

## Klassen von Nukliden
Die verschiedenen Nuklide ein und desselben chemischen Elements, also mit gleicher Anzahl an Protonen, werden als Isotope dieses Elements bezeichnet. Bis zur internationalen Einführung des Begriffs „Nuklid“ (ca. 1950) wurde „Isotop“ auch in der allgemeinen Bedeutung Atomsorte gebraucht; zuweilen geschieht dies noch heute (2018).
Nuklide mit gleicher Massenzahl heißen Isobare (von griechisch für „gleich schwer“), Nuklide mit gleicher Neutronenzahl Isotone. Isomere sind Nuklide, deren Atomkerne sich bei gleicher Ladung und gleicher Massenzahl in verschiedenen inneren Zuständen befinden. Instabile Nuklide sind radioaktiv und werden Radionuklide genannt.
| Bezeichnung  | Charakteristikum                          | Beispiele                                                                                         | Bemerkungen             |
| ------------ | ----------------------------------------- | ------------------------------------------------------------------------------------------------- | ----------------------- |
| Isotope      | gleiche Protonenzahl                      | {\displaystyle {}_{\ 6}^{12}\mathrm {C} ,\,{}_{\ 6}^{13}\mathrm {C} }                             |                         |
| Isotone      | gleiche Neutronenzahl                     | {\displaystyle {}_{\ 6}^{13}\mathrm {C} ,\,{}_{\ 7}^{14}\mathrm {N} }                             |                         |
| Isobare      | gleiche Massenzahl                        | {\displaystyle {}_{\ 7}^{17}\mathrm {N} ,\,{}_{\ 8}^{17}\mathrm {O} ,\,{}_{\ 9}^{17}\mathrm {F} } | siehe Betazerfall       |
| Spiegelkerne | Neutronenzahl und Protonenzahl vertauscht | {\displaystyle {}_{1}^{3}\mathrm {H} \longleftrightarrow {}_{2}^{3}\mathrm {He} }                 | Spezialfall der Isobare |
| Isomere      | unterschiedliche innere Zustände          | {\displaystyle {}_{43}^{99}\mathrm {Tc} ,\,{}_{\ \ 43}^{99\mathrm {m} }\mathrm {Tc} }             | nur langlebige Zustände |

In der Natur existieren 245 Nuklide, die nach derzeitigem Kenntnisstand für stabil gehalten werden, und etwa 80 Radionuklide. Über 3000 weitere Radionuklide wurden künstlich erzeugt. Bei manchen traditionell als stabil angesehenen Nukliden ist die Halbwertszeit so lang, dass ihr Zerfall erst in heutiger Zeit entdeckt wurde oder noch in Experimenten gesucht wird. Dadurch kann die Anzahl der als stabil geltenden  Nuklide mit der Zeit abnehmen.
Nuklidkarten wie z. B. die Karlsruher Nuklidkarte geben eine Übersicht über Massenzahlen, Protonen- und Neutronenzahlen und meist auch Zerfallsarten und Halbwertszeiten der bekannten Nuklide.